# طارق سبيزي سيفيلا
طارق سبيزي سيفيلا (21 يونيو 1980 بالشارقة في الإمارات العربية المتحدة - ) هو لاعب كرة قدم إيطالي وإسباني في مركز الهجوم. لعب مع ريال بلد الوليد ب ونادي ساباديل ونادي غرناطة ونادي كاستييون ونادي ليناريس ونادي هويسكا وHuracán Valencia CF ‏ وÁguilas CF ‏ وإسبانيول ب وCD Puertollano ‏ ونادي بالنثيا ‏ ونادي كاسيرينو.

## وصلات خارجية
- طارق سبيزي سيفيلا على موقع قاعدة بيانات كرة القدم.إي يو (الإنجليزية)
- طارق سبيزي سيفيلا على موقع Soccerway.com (الإنجليزية)
- طارق سبيزي سيفيلا على موقع AS.com (الإسبانية)